# 13801 Kohlhase
13801 Kohlhase este un asteroid din centura principală de asteroizi.

## Descriere
13801 Kohlhase este un asteroid din centura principală de asteroizi. A fost descoperit pe 11 noiembrie 1998 la Stația Anderson Mesa în cadrul programului LONEOS. Asteroidul prezintă o orbită caracterizată de o semiaxă mare de 2,75 ua, o excentricitate de 0,07 și o înclinație de 10,2° în raport cu ecliptica.